# Stane Dolanc
 (décembre 2024).
Stane Dolanc, né le 16 novembre 1925 dans le village slovène de Hrastnik (alors faisant partie du royaume des Serbes, Croates et Slovènes) dans une famille de travailleurs et mort le 13 décembre 1999 à Ljubljana d'une attaque cérébrale, était un homme politique yougoslave et communiste slovène, considéré comme l'un des plus proches collaborateurs du président Tito et l'une des personnes les plus influentes dans la politique fédérale de la Yougoslavie dans les années 1970 et 1980.

## Biographie

### Carrière militaire
En 1944, il rejoint les partisans yougoslaves et continue sa carrière militaire après la Seconde Guerre mondiale avant d'entamer une carrière politique dans les années 1960.

### Carrière politique
Il a été secrétaire du Bureau exécutif du Présidium du Comité central (CC) de la Ligue des communistes de Yougoslavie (LCY) de 1971 à 1978 puis secrétaire fédéral de l'Intérieur de 1982 à 1984 et enfin membre de la présidence de la Yougoslavie de 1984 à 1989. Il a par ailleurs été régulièrement nommé membre du Conseil fédéral de la protection de l'ordre constitutionnel et a présidé le corps à la fin des années 1980. Pendant la plupart de sa carrière politique Dolanc a défendu le fort régime autoritaire de la LCY et a lutté contre le nationalisme issu de différentes régions du pays.
Il était influent dans les structures de sécurité yougoslaves et il est possible qu'il ait inspiré un certain nombre d'arrestations pour des motifs politiques, en particulier alors qu'il était ministre de l'Intérieur. Dolanc a été accusé d'avoir commandité les assassinats de militants émigrés politiques commis par le service de sécurité yougoslave à l'étranger et de la protection personnelle de l'un de ses agents, le criminel Željko Ražnatović. En particulier, il est lié par certains à l'assassinat de l'émigrant nationaliste croate Stjepan Đureković commis par les services secrets yougoslave en Allemagne de l'Ouest en 1983 alors que la position adverse accuse les dirigeants communistes de Croatie d'avoir ordonné son assassinat.

## Récompense
Héros du travail socialiste

## Sources
- Bojan Balkovec et al., Slovenska kronika XX. stoletja (Ljubljana: Nova revija, 1997).
- Miran Lesjak & Bernard Nežmah, "Poslednji titoist" (interview avec Stane Dolanc) dans Mladina, no 18 (19 mai 1989).
- Božo Repe, Rdeča Slovenija: tokovi in obrazi iz obdobja socializma (Ljubljana: Sophia, 2003).
- Bernard Nežmah, "Stane Dolanc (1926–1999): najtrša pest slovenskih komunistov" dans Mladina, no 51 (20 décembre 1999).
- Božo Repe, "Vojak partije, veliki gobar iz Martuljka, naš čovik: smrt Staneta Dolanca" dans Delo, y. 41, no 294 (18 décembre 1999).